# USA Network
 (транскр.  Ју-Ес-Еј нетворк) је амерички кабловски телевизијски канал који је у власништву NBCUniversal Television and Streaming одсека NBCUniversal, подружнице Comcast. Првобитно је покренут 1977. године као Madison Square Garden Sports Network, један од првих националних спортских кабловских телевизијских канала, пре него што је 1980. године поново покренут као USA Network. Некада мањи играч у пакету претплатничких канала, USA је непрестано добијао популарност због оригиналног програма; један је од четири великих претплатничких телевизијских мрежа (са TBS, TNT и FX) које такође емитују синдикацијско ре-емитовање садашњих и бивших серија и биоскопски-издатих дугометражних филмова, као и ограничени спортски програм и WWE.